# Henrik Pfeifer
Henrik Pfeifer, slovenski stenograf in šahist, * 28. februar 1864, Ljubljana, † 14. december 1932, Ljubljana.

## Življenje in delo
Rodil se je v družini deželnega uradnika Josipa Pfeiferja. Ljudsko šolo in gimnazijo (1875-1882) je obiskoval v rojstnem kraju, nato pa je nekaj časa na Dunaju študiral pravo. V kranjskem deželnem zboru je v letih 1884−1897 opravljal službo stenografa in bil leta 1897 imenovan za zapisnikarja in vodjo stenografske pisarne, 1906 pa za vodjo stenografske pisarne in deželnega tajnika. Po kapitulaciji Avstro-Ogrske v 1. svetovni vojni je  v Kraljevini Srbov, Hrvatov in Slovencev leta 1920 prevzel poročevalsko službo pri pokrajinski vladi, 1921 pri poverjeništvu za notranje zadeve in vodil stenografsko službo pri pokrajinski skupščini in bil leta 1924 upokojen.
Pfeifer je bil že v dijaških letih med prvimi slovenskimi šahisti. Dejaven je bil tudi pri zbiranju šahovske literature. Zbral je veliko zbirko šahovskih problemov. Bil je trener Milana Vidmarja in s prispevki sodeloval v šahovski rubriki časopisa Slovenec.